# Lunyinói járás
A Lunyinói járás (oroszul Лунинский район) Oroszország egyik járása a Penzai területen. Székhelye Lunyino.

## Népesség
- 1989-ben 26 211 lakosa volt.
- 2002-ben 23 247 lakosa volt, melynek 95,2%-a orosz, 1,7%-a mordvin, 1,7%-a tatár.
- 2010-ben 19 944 lakosa volt, melynek 92%-a orosz, 3%-a tatár, 1,3%-a mordvin.